# San Francisco Bulletin

Le San Francisco Bulletin était un quotidien américain créé en 1850 lors de la Ruée vers l'or en Californie par James W. Simonton (1823-1882), un journaliste qui participera ensuite à la fondation  du New York Times, avant de devenir directeur de l'agence de presse américaine Associated Press de 1866 à 1882.

## Histoire
À l'automne 1850, lors de la Ruée vers l'or en Californie, James W. Simonton part fonder le San Francisco Bulletin, qu'il dirige pendant trois mois avant de revenir à New York, travailler pour le Courier and Enquirer puis participer à la création en 1851 du New York Daily Times, futur New York Times.
En 1858, les troubles raciaux du Bleeding Kansas et les risques de guerre des Mormons justifient son envoi dans le grand ouest par le quotidien, pour devenir son correspondant dans l'Utah. Il prend alors résidence à San Francisco, pour s'occuper à nouveau du journal qu'il avait créé en 1850.